# Gamma 60
Gamma 60 — компьютер, представленный французской компанией Bull в 1960 году.

## История
Gamma 60 начал разрабатываться в 1957 году. В конце 1950-х компании Bull противостоял очень мощный конкурент — IBM. Компания не хотела, чтобы её крупные клиенты использовали появляющиеся в США компьютеры IBM (IBM 704, IBM 705 и т. д.) и начала разработку нового компьютера. Клиенты компании были не в состоянии описать свои потребности в вычислительных мощностях, но ждали чего-то нового от производителя. Компьютер строился полностью за счет средств Bull и не получал государственных субсидий. По плану компьютер должен был совпадать по производительности с IBM 709, было так же отмечено, что некоторые автономные операции должны были выполняться периферией, а не нагружать центральный процессор. У Bull был большой опыт в области электромеханических технологий, но они никогда не работали с транзисторами. Официальный анонс Gamma 60 состоялся в 1960 году, но крупные клиенты узнали о компьютере гораздо раньше.

## ОС
Для Gamma 60 была написана операционная система GGZ. GGZ была небольшой резидентной ОС на магнитной ленте, содержащей загрузчик, таблицу ресурсов, обработчик ошибок и интерпретатор команд оператора. Загрузчик был способен инициализировать несколько переменных во время загрузки или же принять их от оператора.
Также существовала не полностью реализованная система GGU.